# Paweł Wu Wanshu
Paweł Wu Wanshu (chiń. 吳萬書保祿; ur. 1884 w Xihetou, Hebei w Chinach, zm. 29 czerwca 1900 w Xiaoluyi, Hebei) – święty Kościoła katolickiego, męczennik.
Paweł Wu Wanshu pochodził ze wsi Xihetou w powiecie Shen, prowincja Hebei. W czerwcu 1900 r. razem z kilkoma członkami rodziny uciekał do wsi Xiaoluyi, żeby uniknąć prześladowań jakie dotknęły katolików w czasie powstania bokserów. Jednak 29 czerwca oddział bokserów dotarł do wsi i odnalazł rodzinę ukrywającą się w gąszczu. Zapytani o to czy są chrześcijanami odpowiedzieli twierdząco. W związku z tym zostali zabici na miejscu.
Dzień jego wspomnienia to 9 lipca (w grupie 120 męczenników chińskich).
Beatyfikowany razem z dziadkiem Pawłem Wu Anju i bratem Janem Chrzcicielem Wu Mantang 17 kwietnia 1955 r. przez Piusa XII w grupie Leon Mangin i 55 Towarzyszy. Kanonizowany w grupie 120 męczenników chińskich 1 października 2000 r. przez Jana Pawła II.